# 성체함

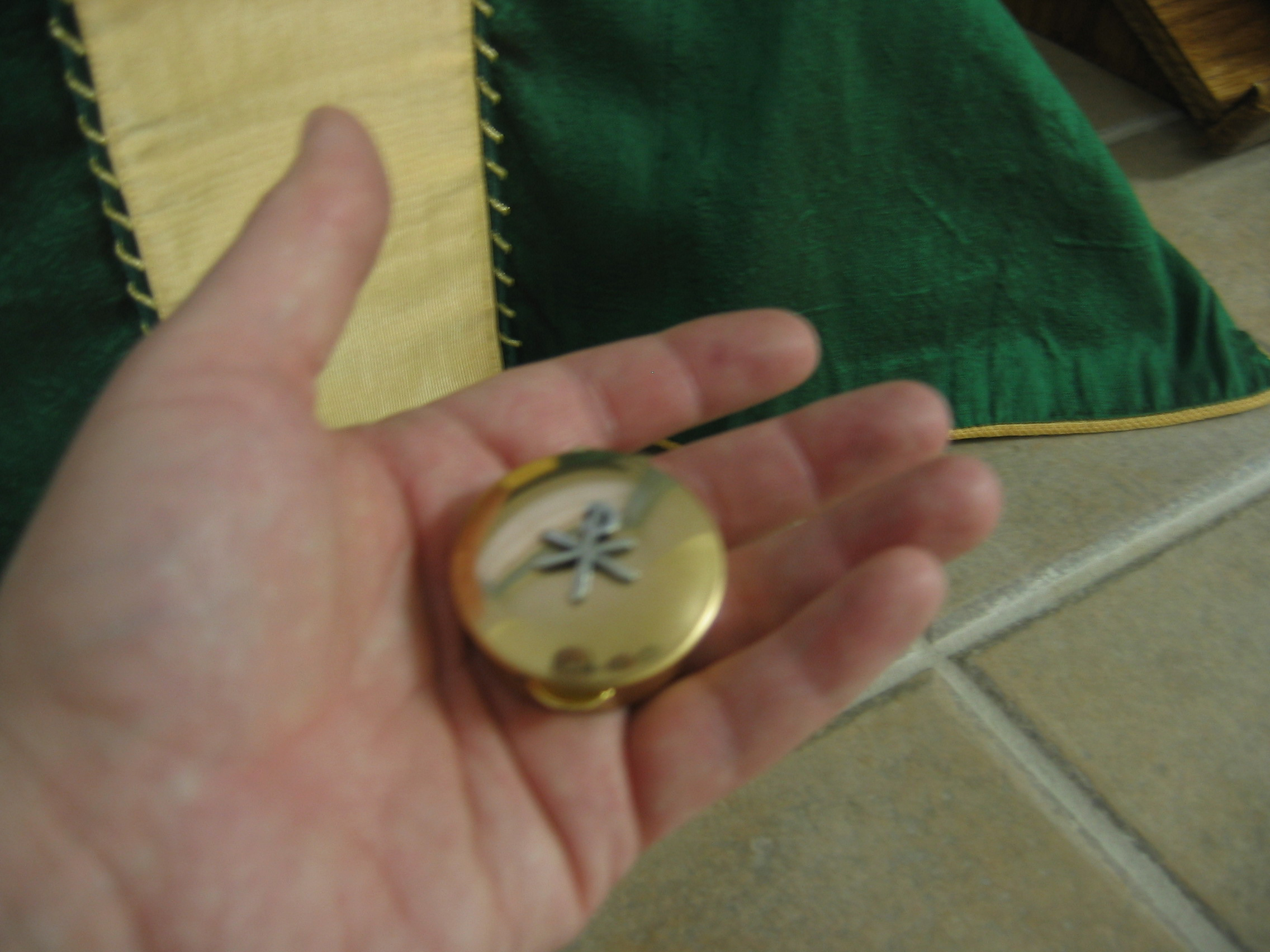
축성된 제병(성체)을 넣고 가져갈 때 쓰는 작은 성체함.

성체함(聖體函, 라틴어: Pyxis)은 작고 둥근 휴대용 그릇 형태로 된 기독교의 제구 중 하나로, 주로 로마 가톨릭교회에서 병이 들거나 병약한 사람 또는 미사에 참례하지 못한 사람을 위해 성체를 영해주기 위한 용도로 사용된다. 성작과 성합과 마찬가지로 ‘거룩한 그릇’에 속하며 성체가 닿는 면은 도금해야 하고 축성하여야 한다.

## 기원

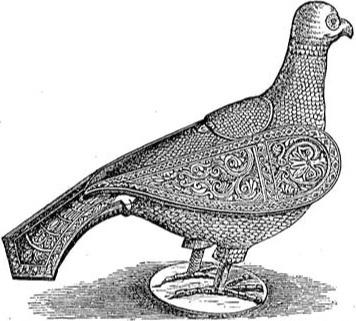
비둘기 성체함 그림.

고대 후반부에 이르러 동방 지역에서는 성체를 담아 보관하기 위한 용도로 제대 위에 비둘기(그리스어: peristerion, 라틴어: peristerium) 같은 형태의 성체함을 매다는 관습이 생겨났다. 이러한 관습은 투르의 그레고리오가 자신의 저서 《성 바실리오의 생애》를 통해 언급하였으며, 몇몇 고대 프랑스 문헌들에도 나와 있다. 이러한 풍습은 프랑스로 건너와 전해졌지만, 이탈리아에는 전해지지 않은 것으로 보인다. 이러한 관습은 오늘날에도 여전히 볼 수 있는데, 모스크바의 우스펜스키 대성당 등이 대표적인 사례이다.

## 같이 보기
- 성합
- 성반